# Francesco Caldei

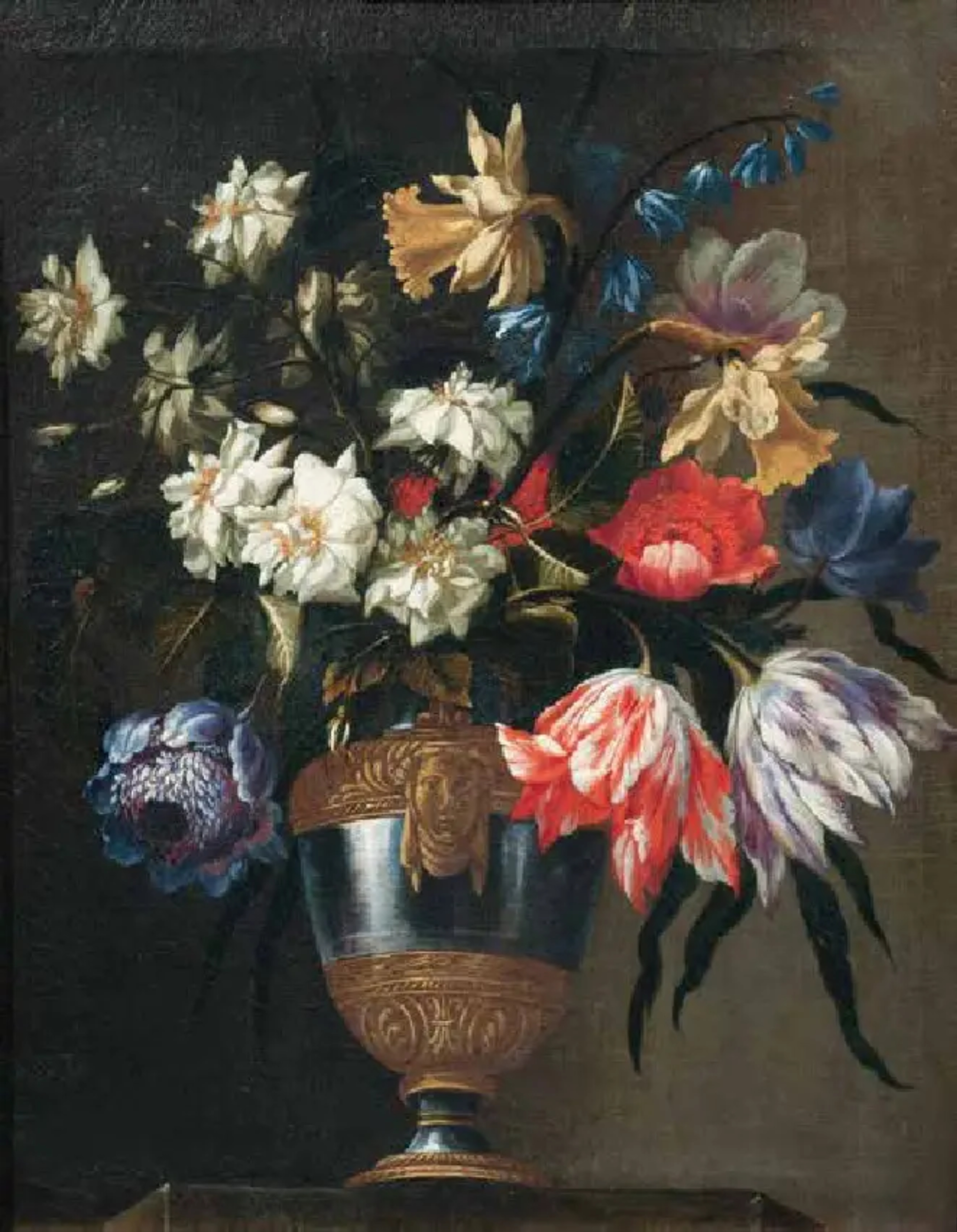
Fiori in un vaso con una maschera

Francesco Caldei (Mantova, 1584 circa – Venezia, 1674) è stato un pittore italiano.

## Biografia
Noto come Francesco Mantovano, fu attivo a Venezia nella metà del Seicento. Iscritto alla Fraglia dei pittori di Venezia, è ricordato come autore di nature morte. Durante la sua permanenza nella città lagunare, fu in contatto con i pittori del barocco veneziano Giustiniano Martinioni e Marco Boschini, che ne apprezzarono lo stile. Soggiornò probabilmente a Roma, dove lavorò nello studio del pittore Mario Nuzzi.

## Opere
- Natura morta con vaso di fiori, due opere, 1630-1660[4]